# Serie A 1983/1984
Serie A i fotboll 1983/1984 vanns av Juventus FC. Serien var jämn och spännande, och avgjordes först i sista omgången.
| Vinnare av Serie A 1983/1984 |
| ---------------------------- |
| Juventus FC 21:a titeln      |
|                              |

## Slutställning
| P   | Lag                      | Spelade | Vinst | Oavgjort | Förlust | Gjorda mål | Insläppta mål | Målskillnad | Poäng | Notering            |
| --- | ------------------------ | ------- | ----- | -------- | ------- | ---------- | ------------- | ----------- | ----- | ------------------- |
| 1.  | Juventus FC (C)          | 30      | 17    | 9        | 4       | 57         | 29            | +28         | 43    | Till Europacupen    |
| 2.  | AS Roma                  | 30      | 15    | 11       | 4       | 48         | 28            | +20         | 41    | Till Cupvinnarcupen |
| 3.  | ACF Fiorentina           | 30      | 12    | 12       | 6       | 48         | 31            | +17         | 36    | Till UEFA-cupen     |
| 4.  | FC Internazionale Milano | 30      | 12    | 11       | 7       | 37         | 23            | +14         | 35    | Till UEFA-cupen     |
| 5.  | Torino FC                | 30      | 11    | 11       | 8       | 37         | 30            | +7          | 33    |                     |
| 6.  | Hellas Verona FC         | 30      | 12    | 8        | 10      | 43         | 35            | +8          | 32    |                     |
| 6.  | UC Sampdoria             | 30      | 12    | 8        | 10      | 36         | 30            | +6          | 32    |                     |
| 6.  | AC Milan                 | 30      | 10    | 12       | 8       | 37         | 40            | -3          | 32    |                     |
| 9.  | Udinese Calcio           | 30      | 11    | 9        | 10      | 47         | 40            | +7          | 31    |                     |
| 10. | Ascoli Calcio 1898       | 30      | 9     | 11       | 10      | 29         | 35            | -6          | 29    |                     |
| 11. | US Avellino              | 30      | 9     | 8        | 13      | 33         | 39            | -6          | 26    |                     |
| 11. | SSC Napoli               | 30      | 7     | 12       | 11      | 28         | 38            | -10         | 26    |                     |
| 13. | SS Lazio                 | 30      | 8     | 9        | 13      | 35         | 49            | -14         | 25    |                     |
| 13. | Genoa CFC                | 30      | 6     | 13       | 11      | 24         | 36            | -12         | 25    | Till Serie B        |
| 15. | Pisa                     | 30      | 3     | 16       | 11      | 20         | 35            | -15         | 22    | Till Serie B        |
| 16. | Calcio Catania           | 30      | 1     | 10       | 19      | 14         | 55            | -41         | 12    | Till Serie B        |